# Brunfelsia dwyeri
Brunfelsia dwyeri  es una especie de arbusto perteneciente a la familia Solanaceae. Se encuentra en  Panamá. 

## Descripción
Brunfelsia dwyeri es árbol que alcanza un tamaño de hasta 10 m de altura; con la corteza gris-blanco, con descamación; ramitas a menudo apareciendo en ángulo o aplanadas. Hojas coriáceas, elípticas a poco oblanceoladas, principalmente 10.4 cm de largo y 1,5-4,5 cm de ancho, acuminadas en el ápice, agudas en la base. Inflorescencia de flores solitarias, axilares, casi terminales; con pedúnculo de 6 mm de largo, a menudo (sobre todo en la fruta) casi ausente. Flores vistosas, con cáliz amarillo, elipsoidal, apareciendo tubular cuando se seca, de 15 mm de largo; corolas muy vistosas, de color morado oscuro decoloración a blanco antes de caer, pero manteniendo un pequeño ojo amarillo. El fruto es una baya correosa, globosa-ovoide de color marrón verdoso oscuro, por lo general verrugosa, de 1,5-2,5 cm de ancho, el ápice generalmente atravesado por un par de suturas; semillas muchas, de 9 mm de largo, con un suave testa translúcida de espesor que seca marrón rojizo.

## Toxicidad
Las raíces de varias especies correspondientes al género Brunfelsia contienen sustancias cuyo consumo puede provocar problemas en la salud humana según el compendio publicado por la Autoridad Europea de Seguridad Alimentaria en 2012. En concreto contienen alcaloides indólicos derivados de la Beta-carbolina como la harmina, la tetrahidroharmina, la harmalina, la manacina, la manaceína, y derivados del dimetiltriptamina y de la amidina tales como el pirrol 3-carboxamidina. 

## Taxonomía
Brunfelsia dwyeri fue descrita por William Gerald D'Arcy  y publicado en Annals of the Missouri Botanical Garden 57(2): 259–262, f. 2. 1970.
Etimología
Brunfelsia: nombre genérico que fue otorgado en honor del herbalista alemán Otto Brunfels (1488–1534).
dwyeri: epíteto otorgado en honor del botánico John Duncan Dwyer.